# Château de Lavans-lès-Dole
Le château de Lavans-lès-Dole est un château datant du XIVe siècle pour ses parties les plus anciennes, situé à Lavans-lès-Dole dans le Jura en France. Il accueille la mairie du village.
Par ailleurs il fait l’objet en 1970 d’une inscription au titre des monuments historiques pour ses façades et toitures de la tour et de la poterne. 

## Description

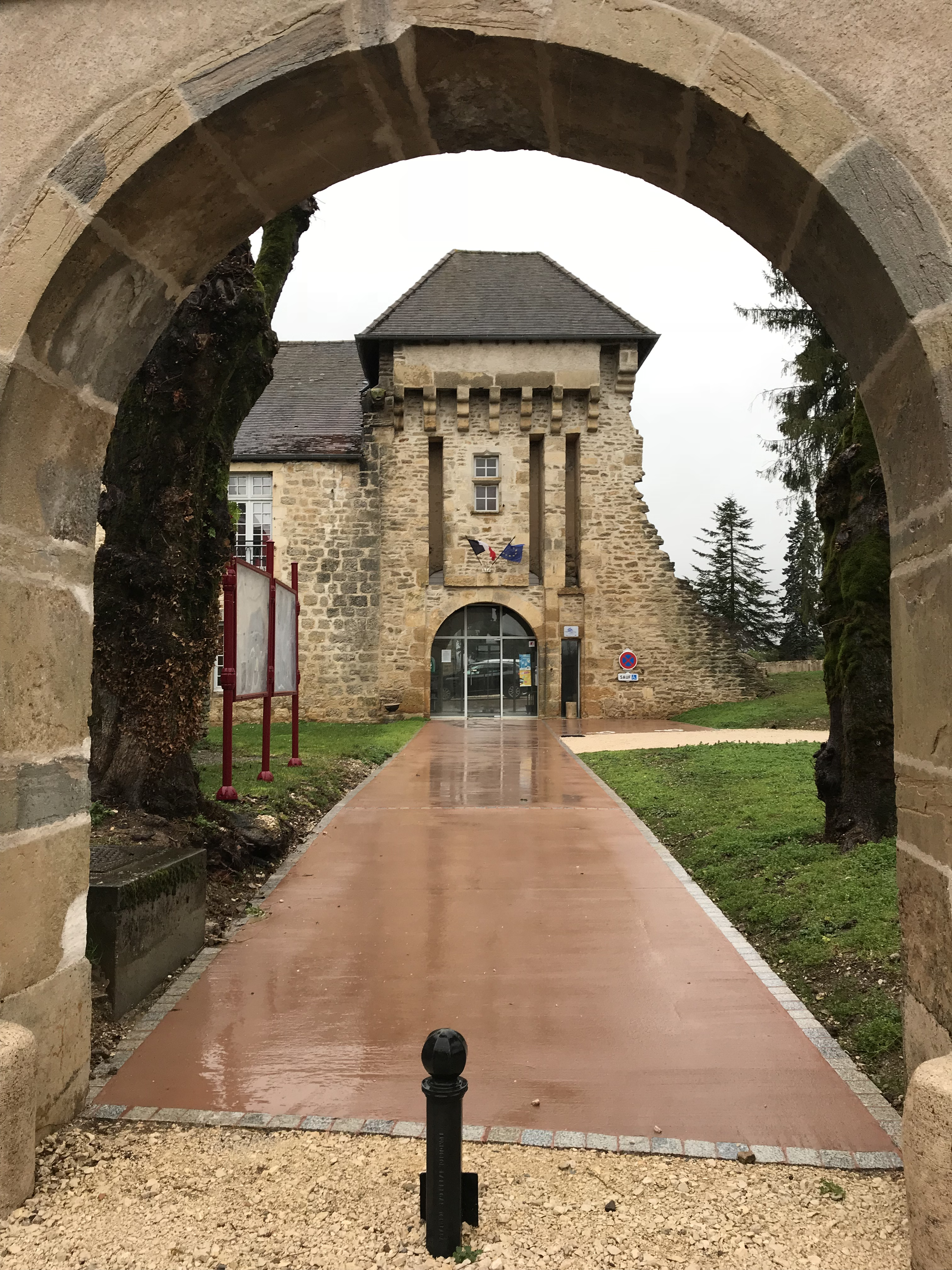
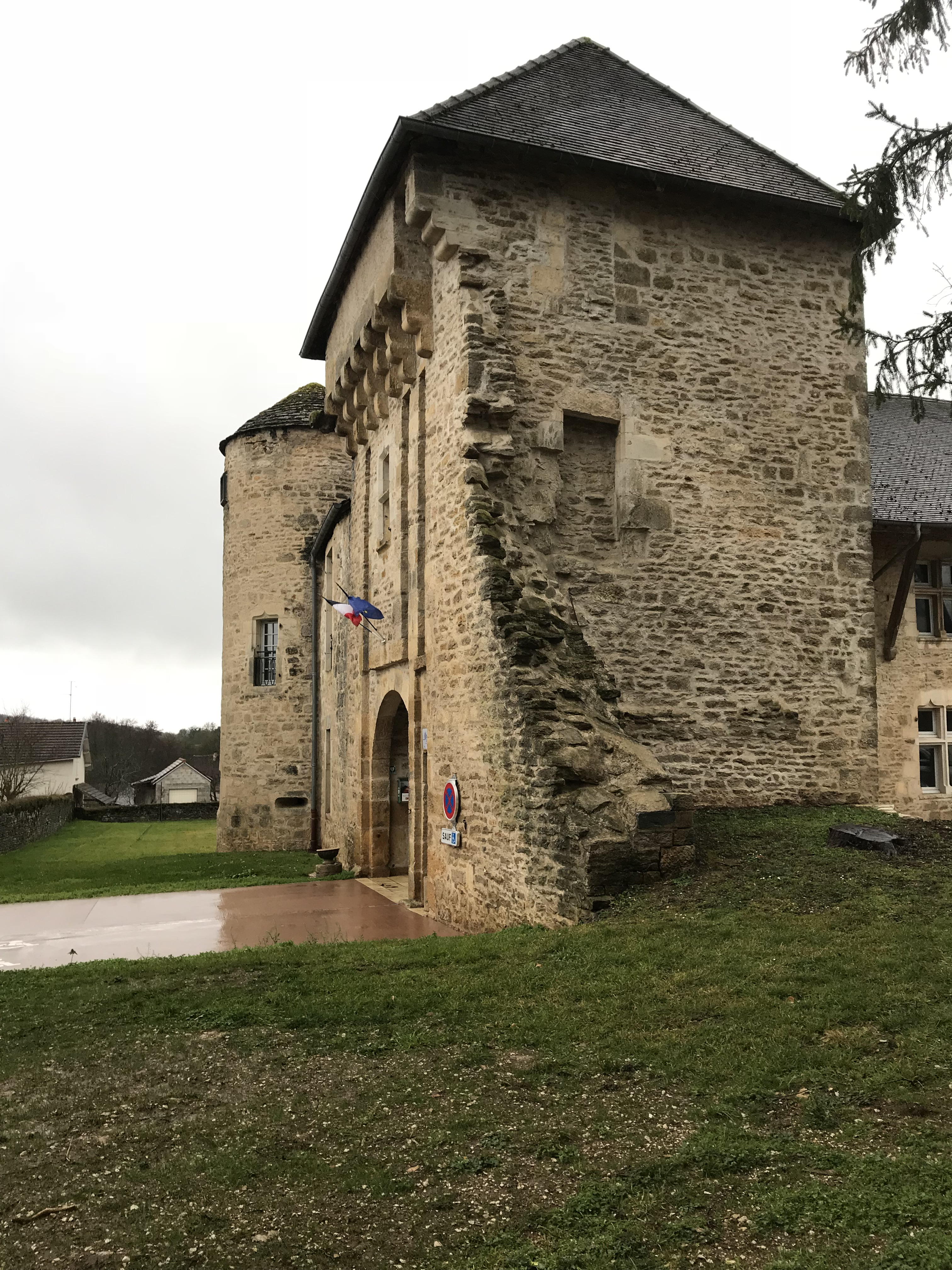